# Petz
Petz é um jogo onde você cuida de animais de estimação virtuais. Você pode escolher cuidar de cães (dogz), gatos (catz) ou ambos. Porcos (pigz) e coelhos (bunniez) também estavam disponíveis. O jogo estava disponível em cinco diferentes versões. Versões mais recentes incluíam pacote de diversão virtual que deixa seus petz serem cuidados através de um navegador de Internet normal usando um plug-in especial.
Você começa adotando um animalzinho no Centro de Adoções, aonde você pode escolher uma cria. O sexo é escolhido de forma aleatória. Após algo em torno de três dias (tempo real) os animais tornavam-se adultos. Petz adultos podem ter filhotes. Através da cruza pode-se criar diferentes tipos de petz.
Os petz devem ser bem cuidados, os que não são podem fugir.